# Saint-Hélen
Saint-Hélen (bret. Sant-Haelen) – miejscowość i gmina we Francji, w regionie Bretania, w departamencie Côtes-d’Armor.
Według danych na rok 1990 gminę zamieszkiwały 974 osoby, a gęstość zaludnienia wynosiła 57 osób/km² (wśród 1269 gmin Bretanii Saint-Hélen plasuje się na 588. miejscu pod względem liczby ludności, natomiast pod względem powierzchni na miejscu 592.).